# Попкова, Анастасия Борисовна
Анастасия Борисовна Попкова (15 июня 1982, Междуреченск, Кемеровская область) — российская горнолыжница и тренер.
С детства тренировалась в горнолыжной школе Междуреченска. Поступила в Кемеровский государственный университет в 1999 году. В 2003 году на зимней Универсиаде стала обладателем полного комплекта медалей. Чемпионка России в супергиганте (Саяногорск, 2003), многократный призёр первенств страны, участница чемпионата мира 2003 года в Санкт-Морице. В 2004 году закончила КемГУ. 
На церемонии открытия зимних Олимпийских игр 2014 года в Сочи давала олимпийскую клятву от имени тренеров. Это была первая в истории клятва от имени тренеров в рамках зимних Олимпийских игр.